# Zürich-Zug-Luzern-Bahn
| Bahnstrecken Zürich–Luzern: blau und grün sind die Zürich-Zug-Luzern-Bahn |                      |                                          |                                          |
| Fahrplanfeld: | 660, 711             |                                          |                                          |
| Spurweite: | 1435 mm (Normalspur) |                                          |                                          |
| Stromsystem: | 15 kV 16,7 Hz ~      |                                          |                                          |
| Maximale Neigung: | 19 ‰                 |                                          |                                          |
| |                      |                                          |                                          |
| Altstetten–Zug–Luzern |                      |                                          |                                          |
| \| \| 0,07 \| Zürich HB (Gl. 3–18) \| 408 m ü. M. \| \| \| \| Bahnstrecke Zürich–Brugg \| \| \| \| 4,17 \| Zürich Altstetten \| 399 m ü. M. \| \| \| \| SBB-Strecke nach Brugg \| \| \| \| 8,57 \| Urdorf \| 443 m ü. M. \| \| \| 9,84 \| Urdorf Weihermatt \| 461 m ü. M. \| \| \| 10,36 \| Mören \| 467 m ü. M. \| \| \| 12,72 \| Birmensdorf ZH \| 488 m ü. M. \| \| \| \| Landikon 482 m \| \| \| \| 16,39 \| Filderen \| 527 m ü. M. \| \| \| 18,06 \| Bonstetten-Wettswil \| 528 m ü. M. \| \| \| \| Chrüzacher 21 m \| \| \| \| 22,11 \| Hedingen \| 497 m ü. M. \| \| \| 24,84 \| Affoltern am Albis \| 494 m ü. M. \| \| \| 28,91 \| Mettmenstetten \| 460 m ü. M. \| \| \| \| A4 Bibersee 82 m \| \| \| \| 31,73 \| Knonau \| 436 m ü. M. \| \| \| 34,73 \| Steinhausen \| 424 m ü. M. \| \| \| \| VL «Sumpfweiche» (bis 1970) \| \| \| \| 36,3741,43 \| Kollermühle \| 419 m ü. M. \| \| \| 41,26 \| Zug Chollermüli \| 419 m ü. M. \| \| \| \| Schleife Zug (1897–1990), von Knonau \| \| \| \| 39,53 \| Zug Schutzengel \| 423 m ü. M. \| \| \| \| Aabachstrasse (l/r) 99/100 m \| \| \| \| \| SBB-Strecke von Arth-Goldau \| \| \| \| 38,83 \| Zug Keilbahnhof \| 425 m ü. M. \| \| \| \| Schleife Zug (1897–1990), nach Cham/Arth \| \| \| \| \| SBB-Strecke nach Thalwil \| \| \| \| \| \| \| \| \| 42,43 \| Cham Alpenblick \| 416 m ü. M. \| \| \| 43,57 \| Cham \| 418 m ü. M. \| \| \| 44,36 \| Hünenberg Zythus \| 420 m ü. M. \| \| \| 44,86 \| Hünenberg Chämleten \| 422 m ü. M. \| \| \| \| SBB-ASB von Immensee \| \| \| \| 49,00 \| Rotkreuz \| 429 m ü. M. \| \| \| \| SBB-ASB nach Aarau/Brugg \| \| \| \| 52,82 \| Gisikon-Root \| 421 m ü. M. \| \| \| 55,26 \| Root D4 früher Längenbold \| 417 m ü. M. \| \| \| 57,07 \| Buchrain \| 419 m ü. M. \| \| \| 58,57 \| Ebikon \| 421 m ü. M. \| \| \| 60,64 \| Rotsee \| 424 m ü. M. \| \| \| \| Friedental 120 m \| \| \| \| \| Reuss Luzern 142 m \| \| \| \| 64,01 \| SBB-Strecke von Olten \| SBB-Strecke von Olten \| \| \| 64,01 \| SBB-Strecke von Bern–Langnau \| SBB-Strecke von Bern–Langnau \| \| \| 64,0191.82 \| Fluhmühle \| 436 m ü. M. \| \| \| \| SBB-GB von Immensee \| \| \| \| 92,85 \| Gütsch \| 440 m ü. M. \| \| \| \| Gütsch 326 m \| \| \| \| 93,36 \| Heimbach \| 438 m ü. M. \| \| \| \| Schönheim 199 m \| \| \| \| \| KLB von Kriens \| \| \| \| 95,09 \| Luzern \| 436 m ü. M. \| \| \| \| Anschluss an ZB \| \| |                      |                                          |                                          |
| Kopfbahnhof Streckenanfang | 0,07                 | Zürich HB (Gl. 3–18)                     | 408 m ü. M.                              |
| |                      | Bahnstrecke Zürich–Brugg                 |                                          |
| Bahnhof | 4,17                 | Zürich Altstetten                        | 399 m ü. M.                              |
| Abzweig geradeaus und nach rechts |                      | SBB-Strecke nach Brugg                   | SBB-Strecke nach Brugg                   |
| Bahnhof | 8,57                 | Urdorf                                   | 443 m ü. M.                              |
| Haltepunkt / Haltestelle | 9,84                 | Urdorf Weihermatt                        | 461 m ü. M.                              |
| Dienststation / Betriebs- oder Güterbahnhof | 10,36                | Mören                                    | 467 m ü. M.                              |
| Bahnhof | 12,72                | Birmensdorf ZH                           | 488 m ü. M.                              |
| Tunnel |                      | Landikon 482 m                           | Landikon 482 m                           |
| Dienststation / Betriebs- oder Güterbahnhof | 16,39                | Filderen                                 | 527 m ü. M.                              |
| Bahnhof | 18,06                | Bonstetten-Wettswil                      | 528 m ü. M.                              |
| Tunnel |                      | Chrüzacher 21 m                          | Chrüzacher 21 m                          |
| Bahnhof | 22,11                | Hedingen                                 | 497 m ü. M.                              |
| Bahnhof | 24,84                | Affoltern am Albis                       | 494 m ü. M.                              |
| Haltepunkt / Haltestelle | 28,91                | Mettmenstetten                           | 460 m ü. M.                              |
| Tunnel |                      | A4 Bibersee 82 m                         | A4 Bibersee 82 m                         |
| Bahnhof | 31,73                | Knonau                                   | 436 m ü. M.                              |
| Bahnhof | 34,73                | Steinhausen                              | 424 m ü. M.                              |
| Strecke von links · Abzweig geradeaus, ehemals nach rechts und von rechts |                      | VL «Sumpfweiche» (bis 1970)              | VL «Sumpfweiche» (bis 1970)              |
| Dienststation / Betriebs- oder Güterbahnhof | 36,3741,43           | Kollermühle                              | 419 m ü. M.                              |
| Haltepunkt / Haltestelle | 41,26                | Zug Chollermüli                          | 419 m ü. M.                              |
| Abzweig geradeaus und ehemals nach links · Strecke von rechts (außer Betrieb) |                      | Schleife Zug (1897–1990), von Knonau     | Schleife Zug (1897–1990), von Knonau     |
| Haltepunkt / Haltestelle · Strecke (außer Betrieb) | 39,53                | Zug Schutzengel                          | 423 m ü. M.                              |
| Brücke · Strecke (außer Betrieb) |                      | Aabachstrasse (l/r) 99/100 m             | Aabachstrasse (l/r) 99/100 m             |
| Abzweig geradeaus und von rechts · Strecke (außer Betrieb) |                      | SBB-Strecke von Arth-Goldau              | SBB-Strecke von Arth-Goldau              |
| Bahnhof · Strecke (außer Betrieb) | 38,83                | Zug Keilbahnhof                          | 425 m ü. M.                              |
| Abzweig geradeaus und ehemals nach links · Strecke nach rechts (außer Betrieb) |                      | Schleife Zug (1897–1990), nach Cham/Arth | Schleife Zug (1897–1990), nach Cham/Arth |
| Strecke nach links |                      | SBB-Strecke nach Thalwil                 | SBB-Strecke nach Thalwil                 |
| Strecke nach links · Strecke von rechts |                      |                                          |                                          |
| Haltepunkt / Haltestelle | 42,43                | Cham Alpenblick                          | 416 m ü. M.                              |
| Bahnhof | 43,57                | Cham                                     | 418 m ü. M.                              |
| Haltepunkt / Haltestelle | 44,36                | Hünenberg Zythus                         | 420 m ü. M.                              |
| Haltepunkt / Haltestelle | 44,86                | Hünenberg Chämleten                      | 422 m ü. M.                              |
| Abzweig geradeaus und von links |                      | SBB-ASB von Immensee                     | SBB-ASB von Immensee                     |
| Bahnhof | 49,00                | Rotkreuz                                 | 429 m ü. M.                              |
| Abzweig geradeaus und nach rechts |                      | SBB-ASB nach Aarau/Brugg                 | SBB-ASB nach Aarau/Brugg                 |
| Bahnhof | 52,82                | Gisikon-Root                             | 421 m ü. M.                              |
| Haltepunkt / Haltestelle | 55,26                | Root D4 früher Längenbold                | 417 m ü. M.                              |
| Haltepunkt / Haltestelle | 57,07                | Buchrain                                 | 419 m ü. M.                              |
| Bahnhof | 58,57                | Ebikon                                   | 421 m ü. M.                              |
| Dienststation / Betriebs- oder Güterbahnhof | 60,64                | Rotsee                                   | 424 m ü. M.                              |
| Tunnel |                      | Friedental 120 m                         | Friedental 120 m                         |
| Brücke über Wasserlauf |                      | Reuss Luzern 142 m                       | Reuss Luzern 142 m                       |
| Abzweig geradeaus und von rechts | 64,01                | SBB-Strecke von Olten                    | SBB-Strecke von Olten                    |
| Abzweig geradeaus und von rechts | 64,01                | SBB-Strecke von Bern–Langnau             | SBB-Strecke von Bern–Langnau             |
| Dienststation / Betriebs- oder Güterbahnhof | 64,0191.82           | Fluhmühle                                | 436 m ü. M.                              |
| Abzweig geradeaus und von links |                      | SBB-GB von Immensee                      | SBB-GB von Immensee                      |
| Dienststation / Betriebs- oder Güterbahnhof | 92,85                | Gütsch                                   | 440 m ü. M.                              |
| Tunnel |                      | Gütsch 326 m                             | Gütsch 326 m                             |
| Dienststation / Betriebs- oder Güterbahnhof | 93,36                | Heimbach                                 | 438 m ü. M.                              |
| Tunnel |                      | Schönheim 199 m                          | Schönheim 199 m                          |
| Abzweig geradeaus und von rechts |                      | KLB von Kriens                           | KLB von Kriens                           |
| Kopfbahnhof Streckenende | 95,09                | Luzern                                   | 436 m ü. M.                              |
| |                      | Anschluss an ZB                          |                                          |

Die Zürich-Zug-Luzern-Bahn war eine Bahngesellschaft der Schweiz. Ihre normalspurigen Eisenbahnstrecken liegen in den Schweizer Kantonen Zürich, Zug und Luzern und gehören heutzutage den Schweizerischen Bundesbahnen (SBB).

## Geschichte

### Projekt Ostwestbahn
Bundesrat Jakob Stämpfli brachte 1857 die Schweizerische Ostwestbahn (OWB) ins Rollen, die im Mittelland eine zweite Bahnstrecke in direkter Konkurrenz zur Schweizerischen Centralbahn (SCB) realisieren sollte. Die Basler SCB hatte Streckenkonzessionen bis nach Aarau, Luzern, Bern und Biel erworben und kontrollierte den Bahnverkehr im Mittelland. Die OWB sollte als Berner Bahnunternehmen in direkte Konkurrenz zur SCB treten.
Die OWB projektierte eine Bahnstrecke von La Neuveville über Biel, Bern, Langnau im Emmental, Luzern und Zug bis Zürich und begann mit dem Bau, ohne dass die Finanzierung der Strecke gesichert war. Die OWB konnte einzig die Strecke Frienisberg–Biel am 3. Dezember 1860 eröffnen, ehe sie in Konkurs ging; der Kanton Bern gründete im April 1861 die Bernische Staatsbahn (BSB), übernahm am 1. Juni 1861 die bankrotte OWB und beendete bis 1864 begonnene Streckenprojekte im Kanton Bern.

### Ausführung Nordostbahn
Die Projektierung und die Konzession der Strecke Zürich–Zug–Luzern übernahm hingegen die Schweizerische Nordostbahn (NOB) aus der Konkursmasse der OWB. Die Zürcher NOB gründete die Tochtergesellschaft Zürich-Zug-Luzern (ZZL) und begann nach geringfügigen Überarbeitungen des Projekts mit dem Bau der Strecke.
Grundsätzlich als eine einzige Strecke geplant, liess die Topographie den kostengünstigen Anschluss Zugs nur mittels einer Stichstrecke zu, die bei der Kollermühle mittels eines grossen Gleisdreiecks angeschlossen wurde. Die drei Streckenäste Altstetten–Zug, Kollermühle–Gütsch und die Verbindungskurve Knonau–Cham wurden gemeinsam am 1. Juni 1864 von der ZZL in Betrieb genommen. Das Gleisdreieck erlaubte dabei die gleichwertige Verbindung der Relationen Zürich–Zug, Zug–Luzern und Luzern–Zürich.
Der Bahnhof Altstetten wurde für die Einführung der ZZL in die NOB-Strecke Zürich–Brugg zum Keilbahnhof umgestaltet und ein neues Bahnhofsgebäude nach Plänen von Jakob Friedrich Wanner erstellt. Selbiger war auch für den Entwurf des Zuger Bahnhofs zuständig, der am heutigen Bundesplatz zu liegen kam und über ein Gleisdreieck für das Wenden von Zügen verfügte.
Die ZZL-Strecke endete an der Dienststation Untergrund in Luzern, wo sie in die 1859 eröffnete SCB-Strecke Luzern–Emmenbrücke(–Olten) mündete, die benutzt werden musste, um den ebenfalls zur SCB gehörenden Bahnhof Luzern zu erreichen. Die Luzerner Einfahrt änderte sich bereits im August 1875 wieder, als die Strecke der Bern-Luzern-Bahn (BLB) von Langnau i. E. her an der neuen Dienststation Fluhmühle eingeführt wurde und die Zufahrt zum Bahnhof durch den 317 Meter langen Gibraltartunnel gelegt wurde.

### Anschluss Gotthardbahn
Zur ohnehin schwachen finanziellen Lage der Schweizer Privatbahnen kam in den 1870er Jahren eine Wirtschaftskrise, die den Bahnbau faktisch zum Erliegen brachte; gebaut wurde aber an der «Alpenbahn», nachdem 1869 der Vertrag über den Bau der Gotthardbahn (GB) abgeschlossen werden konnte. Bei den Zufahrtsstrecken bündelte man die Kräfte, SCB und NOB gründeten die Aargauische Südbahn (ASB), die am 1. Dezember 1881 von Muri AG her den Bahnhof Rotkreuz an der ZZL erreichte. Am 1. Juni 1882 eröffnete die ASB zudem die Strecken Brugg–Hendschiken(–Muri) und Rotkreuz–Immensee, die GB die Strecke Immensee–Arth-Goldau–Göschenen und damit den durchgehenden Verkehr über den Gotthard.
Die ASB erlaubte der SCB direkte Fahrten via Olten und Aarau nach Immensee an den provisorischen Ausgangspunkt der Gotthardbahn, selbiges galt für die NOB für direkte Fahrten via Brugg; über die ZZL musste hingegen von Zürich und Zug her ein Richtungswechsel in Rotkreuz vorgenommen werden, während aus Luzern direkte Fahrten in Richtung Gotthard möglich waren. Der Bau der direkten Gotthardbahn-Zufahrten aus Zürich und Luzern wurde dabei zurückgestellt, namentlich die Strecken (Zürich–)Thalwil–Zug (NOB), Zug–Arth-Goldau (GB) und Luzern–Immensee (GB). Bis zu deren Eröffnung sollte auch die ZZL ihre rechtliche Selbständigkeit verlieren.

### Gotthardbahn-Zubringer
Per 1. Januar 1892 wurde die ZZL von ihrer Muttergesellschaft NOB vollständig übernommen. Auf Bundesebene wurde derweil weiter über die Verstaatlichung der Privatbahnen verhandelt; der Vorschlag, die SCB aufzukaufen, fand 1891 noch kein Gehör, doch nahm die Zahl der Befürworter einer staatlichen Bahngesellschaft in den Räten stetig zu.
Bereits am 1. November 1896 änderte die SCB die Luzerner Einfahrt erneut, im Zusammenhang mit dem Neubau des zweiten Luzerner Bahnhofs; das Gleisfeld des Bahnhofs wurde dabei um rund 90 Grad gegen Süden gedreht und die Zufahrt durch die beiden neuen Tunnel Schönheim und Gütsch gelegt, wodurch sämtliche Niveauübergänge in der Stadt aufgehoben werden konnten. Der Gibraltartunnel wurde dabei nach nur 21 Jahren Nutzung wieder überflüssig und als dritter Schweizer Eisenbahntunnel aufgegeben; bis 1981 war er zugleich auch der längste aufgegebene Eisenbahntunnel der Schweiz.
Vervollständigt wurden die Gotthardbahn-Zufahrten schliesslich allesamt am 1. Juni 1897, genau 15 Jahre nach Eröffnung der Gotthardbahn. Die Strecke Luzern–Immensee der GB wurde dabei als Parallelstrecke zur SCB auf eigenem Gleis in den Luzerner Bahnhof eingeführt.
Im Hinblick auf die Eröffnung der Bahnstrecken Thalwil–Zug und Zug–Arth-Goldau durch NOB und GB wurde der Zuger Bahnhof verlegt und ebenfalls durch einen Neubau ersetzt – das alte Bahnhofsgebäude wurde nach Zürich Wollishofen versetzt. Der zweite Zuger Bahnhof wurde als Keilbahnhof angelegt, das Gleisdreieck wurde dabei durch die sogenannte Zuger Schleife ersetzt. Die Zuger Schleife selber wurde 1990, im Zusammenhang mit der Einführung der S-Bahn Zürich, stillgelegt.
Züge über die ZZL-Strecke aus Zürich fuhren über die Schleife von Norden her in den Zuger Bahnhof ein; dabei bestand die Möglichkeit, in Richtung Arth-Goldau zu fahren oder über die ZZL-Strecke weiter nach Luzern. Für letztere Möglichkeit wurde am 18. Dezember 1897 ein Parallelgleis zwischen Kollermühle und Zug in Betrieb genommen, das die Fahrt auf der ZZL-Strecke ab Cham via südliches Gleis – Bahnhof – Schleife – nördliches Gleis nach Knonau (und umgekehrt) vorgab, sofern der Zuger Bahnhof mitbedient werden sollte.
Im Laufe des Jahres 1897 wurde von den Räten auch das sogenannte Rückkaufsgesetz verabschiedet, gegen welches das Referendum ergriffen wurde; zur Abstimmung kam das Gesetz, das die Grundlage der Schweizerischen Bundesbahnen (SBB) bilden sollte, im Jahre 1898, wo es mit Zweidrittelmehrheit angenommen wurde. Die Verstaatlichung der NOB erfolgte formell per 1. Januar 1902, womit auch die Strecke der ehemaligen ZZL ins Eigentum der SBB wechselte.

## Bahnstrecke Zürich–Zug
Die Strecke führt durch das historische Knonaueramt (heute Bezirk Affoltern), was ihr auch den umgangssprachlichen Namen Knonauerstrecke eingebracht hatte. Ihre Bedeutung als Gotthardzubringer verlor sie mit der Eröffnung der Bahnstrecken Thalwil–Zug und Zug–Arth-Goldau 1897 an diese. Auch die direkten Züge Zürich–Luzern benutzen nun die Strecke über Thalwil, sodass dieser Streckenast eine eigentliche Nebenlinie ohne Transitverkehr wurde. Mit der Einführung der S-Bahn Zürich wurde die Strecke ein wenig aus ihrem Dornröschenschlaf erweckt. In der Folge des zunehmenden Fahrgaststromes wurden seitdem einige Ausbauten gemacht.

## Bahnstrecke Zug–Luzern
Die Strecke zwischen Zug und Luzern wurde noch nicht vollständig auf Doppelspur ausgebaut. Vor allem der Einspurabschnitt entlang des Rotsees, durch den Friedentaltunnel und über die anschliessende Reussbrücke gilt heute als Flaschenhals dieser Strecke. Im Zusammenhang mit dem Ausbau des Bahnhofs Luzern werden verschiedene Varianten zu dessen Behebung geprüft.
Der Abschnitt Zug–Rotkreuz wurde im Zusammenhang mit der Einführung der Stadtbahn Zug massiv ausgebaut.